# Villa Crespi (Crespi d'Adda)
La Villa Crespi, anche conosciuta semplicemente come Castello per via dei molti richiami alle costruzioni medievali, era la casa padronale della famiglia Crespi nell'omonimo villaggio operaio di Crespi d'Adda, oggi frazione del comune di Capriate San Gervasio, in provincia di Bergamo.

## Storia
Il villaggio di Crespi d'Adda venne fondato durante l'ultimo quarto del XIX secolo per volere dell'imprenditore originario di Busto Arsizio Cristoforo Benigno Crespi. Il progetto fu affidato all'architetto Ernesto Pirovano e all'ingegnere Pietro Brunati, che curarono la realizzazione dell'intero villaggio; i lavori per la costruzione iniziarono nel 1893 e si conclusero l'anno successivo. La villa era la residenza dei Crespi durante i periodi di permanenza presso il villaggio, dalla tarda primavera fino al mese di novembre.
Alla fine degli anni 1960 la proprietà della villa passò al comune di Capriate San Gervasio. Dal 1968 al 1981 assunse la funzione di scuola media e, successivamente, di scuola professionale. Nel 1977 l'edificio fu acquistato da privati, che continuarono a permetterne l'uso scolastico. Queste destinazioni d'uso ben differenti rispetto a quelle originali comportarono importanti modifiche agli spazi e decorazioni interni.
Oggi l'edificio è dichiarato bene immobile di interesse storico ai sensi del Decreto legislativo 2004, n. 42 ed è attualmente in disuso.

## Descrizione

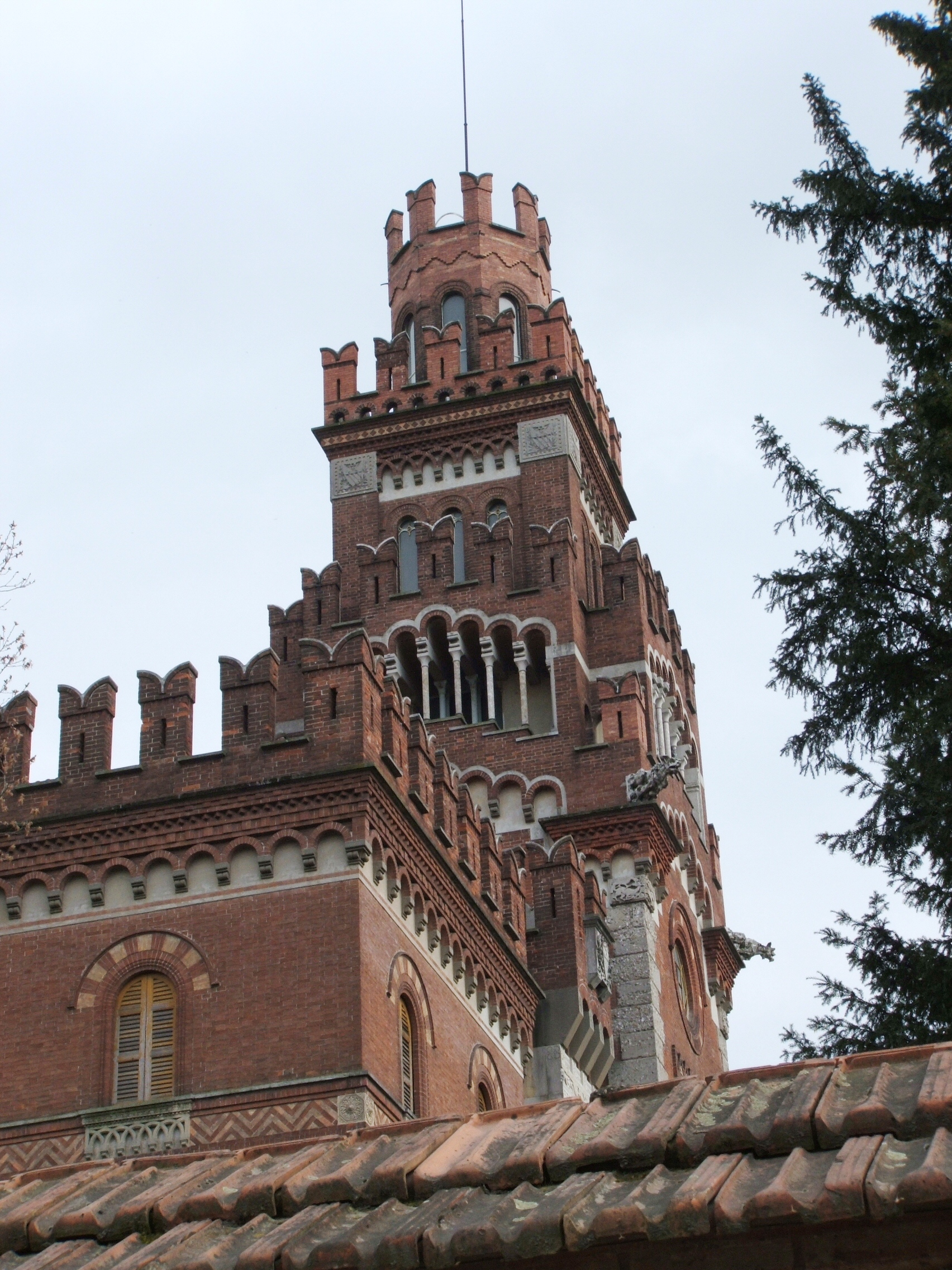
La torre principale

L'edificio ha un aspetto tardo romantico che richiama le costruzioni medievali per via delle torri, delle merlature e dell'uso dei mattoni a vista. Si presenta con una pianta centrale che occupa una superficie di circa 700 m². Le due torri avevano due diverse funzioni: una ospitava il serbatoio per la raccolta dell'acqua, mentre la seconda, alta circa 50 m, era usata come belvedere.
All'ingresso si trova un grande atrio di circa 100 m² che si apre in altezza sui tre piani della villa. È coperto da un doppio lucernario e circondato da un loggiato riccamente decorato. Al piano terra si trovavano, in origine, altre stanze padronali: il salone blu, il salottino bianco, lo studio padronale, il salone verde dotato di grande camino, la sala rossa con porta a vetri che affacciava sul giardino, una sala da pranzo e una sala dedicata al gioco del biliardo. I locali di servizio, lavanderia e cucina, erano posizionati nel piano seminterrato.
Salendo un imponente scalone d'onore in marmo con balaustra in rame decorato con motivi floreali, si poteva accedere al primo piano, dove si trovavano le camere da letto padronali. Per raggiungere il secondo piano dell'edificio era presente una piccola scala in legno che dava accesso a una piccola stanza vetrata posta in cima alla torre principale.
All'esterno la villa è caratterizzata da contrasti cromatici dati dall'uso di laterizio a vista rosso e ceppo dell'Adda tendente al bianco. Per gli impianti decorativi vennero scelti materiali più pregiati, come pietre di Saltrio, Mapello e Verona, ma anche marmi colorati perle colonnine delle finestre sormontate da archi a tutto sesto. Per la decorazione esterna si fece anche ricorso a marmo bianco di Carrara, mosaici, affreschi, ferri battuti e bronzi.
Tutti gli arredi interni erano in legno e realizzati dai laboratori di falegnameria del villaggio.

## Galleria d'immagini

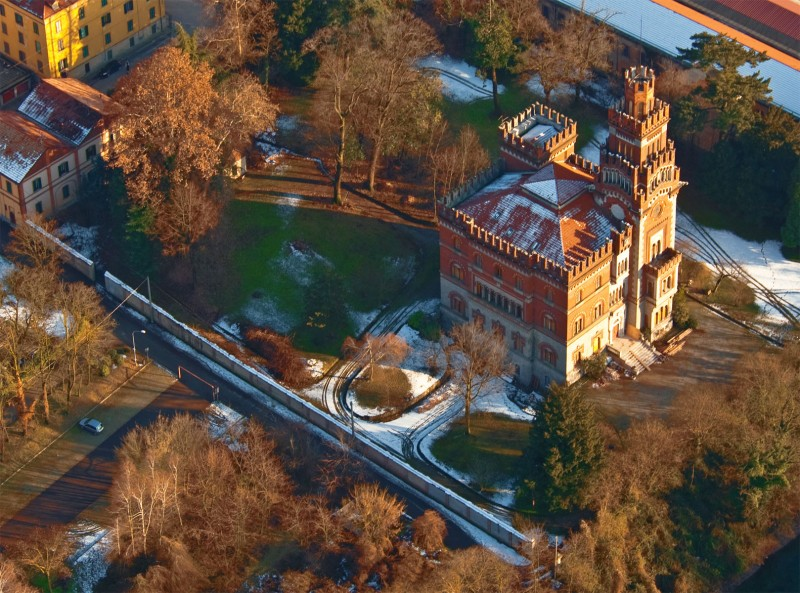
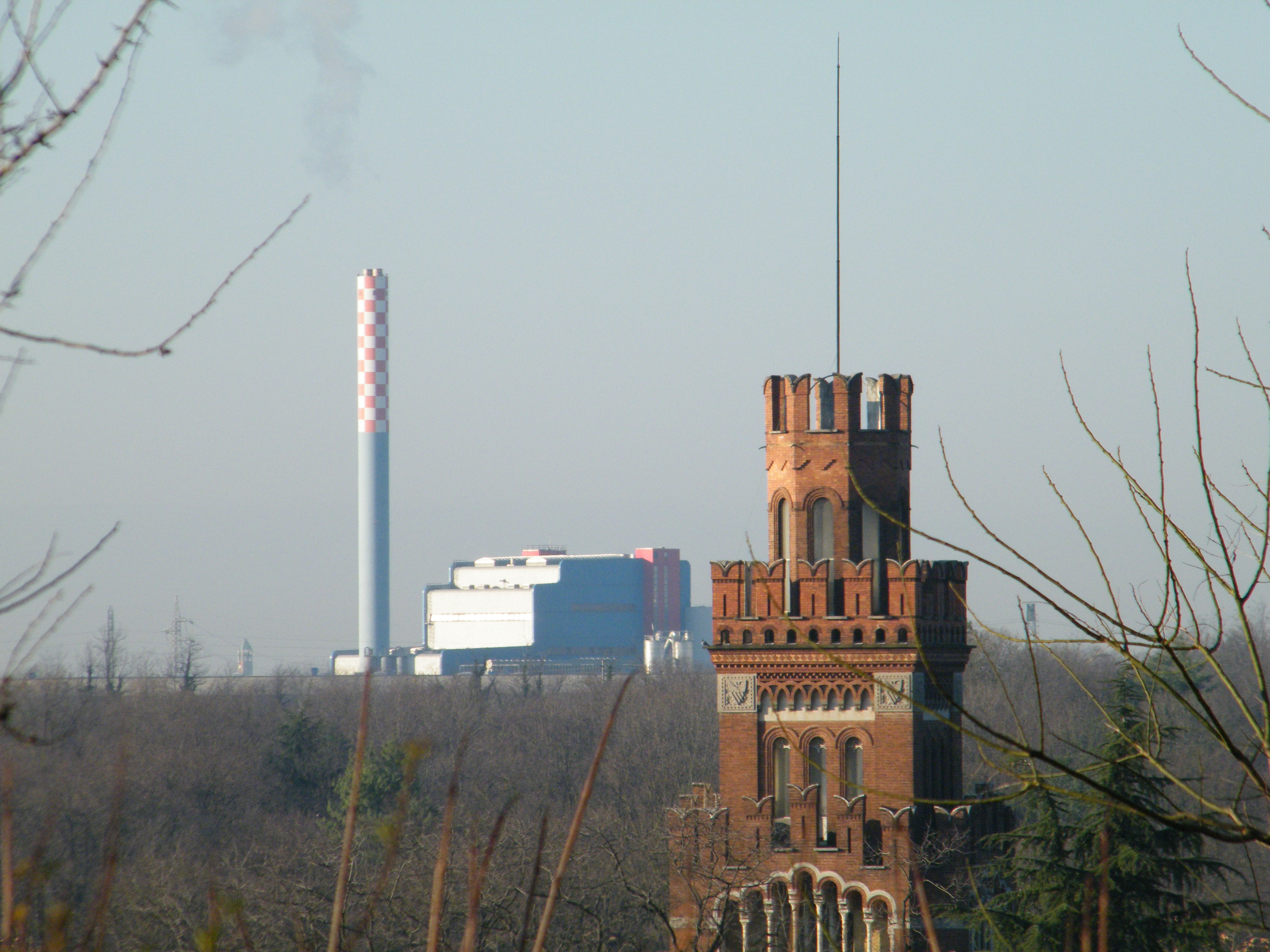
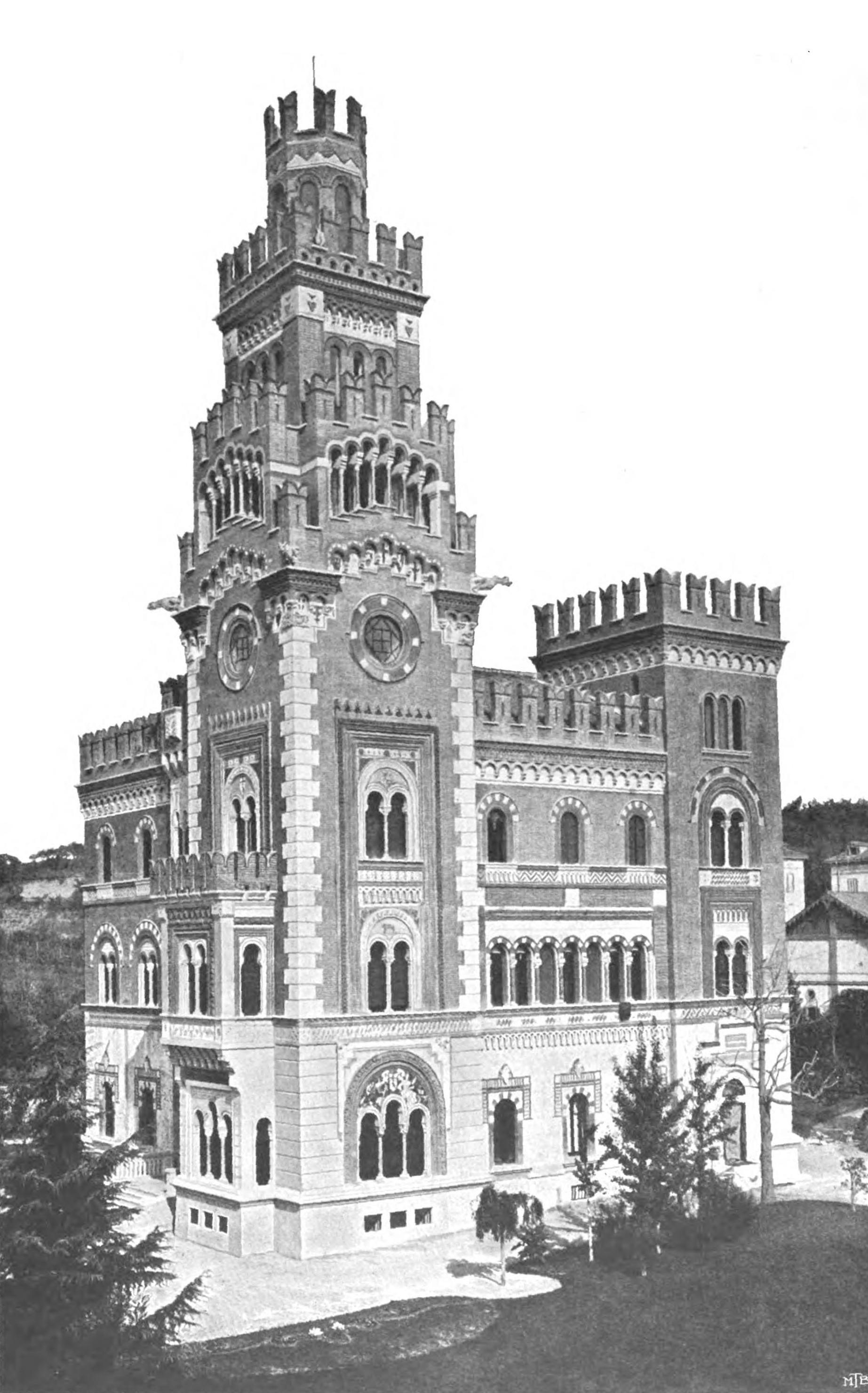